# Eva Cassidy
 (novembre 2020).
Si vous disposez d'ouvrages ou d'articles de référence ou si vous connaissez des sites web de qualité traitant du thème abordé ici, merci de compléter l'article en donnant les références utiles à sa vérifiabilité et en les liant à la section « Notes et références ».
Pour les articles homonymes, voir Cassidy.
Eva Marie Cassidy est une chanteuse américaine, née le 2 février 1963 à Washington et morte le 2 novembre 1996 à Bowie dans le Maryland.

## Biographie
Eva Marie Cassidy possède une voix qui lui permet de puiser dans différents courants musicaux (jazz, blues, folk, gospel et pop). Elle est décrite par le journal anglais The Guardian comme « l'une des plus grandes voix de sa génération » après la sortie de son premier album solo, Live at Blues Alley.
Cette chanteuse prometteuse n'a cependant pas le temps de percer de son vivant hors de sa région natale. Elle meurt en effet en 1996 d'un cancer de la peau (un mélanome), à l'âge de seulement trente-trois ans. Produits à titre posthume ses enregistrements se sont écoulés à plus de quatre millions d'exemplaires depuis 1996, le plus récent datant de 2008. Deux de ses albums posthumes ont été numéro 1 dans des classements, l'album Songbird a été numéro 1 en Angleterre et l'album American Tune (en) a été numéro 1 aux États-Unis.

## Discographie
- Method Actor (en) (1988)

Cet album fut le tout premier enregistrement publié d'Eva, dans lequel elle chante les huit chansons pour le groupe de David Christopher et écrites par lui. De surcroît elle réalisa la pochette de l'album. Et pourtant ce n'est pas vraiment un disque d'Eva, c'est un album de David Chistopher. Eva avait un tel trac que lors des répétitions elle alla jusqu'à chanter les chansons dans un placard à balai sous un escalier ! Cet album fut sa première expérience professionnelle. Jusque-là elle était chanteuse amateur, uniquement pour le plaisir de ses parents et son plaisir. L'album fut produit en un nombre très limité d'exemplaires, en 33 tours et en cassettes audio. Il a été réédité en CD en 2002. (source des infos : le site web de Laura Claire Bligh, la cousine d'Eva, voir plus bas aux références externes)
- Call me a Cab (1992)

Un album de Steve Estes, contenant une chanson inédite dont Eva avait assuré la partie chantée. Cette chanson a une originalité : la partie musicale fut enregistrée en 1988... et la bande vocale chantée par Eva fut enregistrée quatre ans plus tard, en 1992 ! Cet album est de diffusion très restreinte mais l'achat en est facile, directement sur le site web de Steve Estes. Cet album est également présenté sur une page du site web d'Henrik Thiil Nielsen.
- The Other Side (en) (1992)

Son véritable premier album. Il s'agissait d'une production d'enregistrements en duo avec le chanteur Chuck Brown.
- Goodbye Manhattan (1995)

Un album du groupe "Piece of a Dream". Eva fut invitée pour y chanter deux chansons, le groupe ne l'accompagnant qu'en choristes pour ces deux enregistrements. Ce sont les chansons "Have a Little Faith" et "Goodbye Manhattan", cette seconde donnant le titre à l'album. On trouve encore l'album sur le site américain d'Amazon notamment, mais il devient un disque rare. Le groupe a plus tard produit une compilation de leurs succès, "Sensual Embrace", beaucoup plus facile à trouver, dans laquelle les deux chansons sont rééditées sans aucune retouche.
- Live at Blues Alley (en) (1996)

Son unique album "live" (sur scène) en solo produit de son vivant, enregistré au nightclub "Blues Alley" de Washington, D.C. en janvier 1996. On y trouve entre autres une mémorable interprétation de la version anglaise du poème "Les feuilles mortes" de Prévert mis en musique par Kosma. Couverture bien évidemment en hommage à la Gazoline Alley de Rod Stewart.
- Eva by Heart (en) (1997)

Son unique album studio en solo produit de son vivant. L'album était entièrement enregistré mais pas encore paru quand Eva est décédée d'un cancer. Il a été publié quelques jours après son décès. L'album inclut trois moments forts avec la présence de son frère Dan Cassidy au violon dans deux morceaux (I Know You By Heart & How Can I Keep from Singing ?) et un duo avec Chuck Brown (Need Your Love so Bad)
- On the fiddle (1997)

C'est un album de son frère Dan Cassidy, violoniste vivant en Islande. Il contient les deux chansons (I know you by heart et How can I keep From Singing ?) enregistrées avec sa sœur Eva peu avant sa mort.
- Songbird (1998)

Cet album et tous ceux qui suivront sont maintenant des albums posthumes. Celui-ci est une compilation de chansons extraites de ses trois albums précédents (The Other Side (en), Live at Blues Alley (en) et Eva by Heart (en)). Songbird est l'album qui a fait connaître Eva au monde entier. Durant sa trop courte vie Eva ne fut connue que dans la région de Washington, D.C.. Ce sont les parents d'Eva - Hugh et Barbara Cassidy - qui ont signé un contrat avec Blix Street Records pour que la voix d'Eva ne s'éteigne pas si vite, d'autant qu'Eva avait enregistré de très nombreuses chansons restées non gravées mais dont les bandes étaient en parfaite qualité, et qui ne pouvaient rester inconnues. Les espérances de Hugh et Barbara Cassidy furent largement dépassées puisque l'album connut un succès mondial. Cet essai confirma aux parents l'immense intérêt que pouvait avoir le public à découvrir les titres de leur fille restés inconnus, cet album devenant ainsi le premier d'une série qui s'étalera sur plusieurs années et qui n'est pas terminée à ce jour (2009). Le titre de l'album reprend le titre de la chanson Songbird qui fut écrite par Christine McVie de Fleetwood Mac pour leur album Rumours. À noter que dans cet album, les chansons Fields of Gold et Songbird ont été légèrement remixées pour donner une atmosphère encore plus chaleureuse que dans l'interprétation originale.
- The Spirit of Christmas (en) (1999)

C'est un album de Chuck Brown, mais contenant deux chansons enregistrées en duo avec Eva Cassidy et restées inédites.
- Time After Time (en) (2000)

Un album contenant des chansons enregistrées en studio et des chansons enregistrées en public.
- No Boundaries (en) (2000)

Unique album non produit par la famille d'Eva mais par un producteur différent. Il s'agit d'une compilation de chansons enregistrées en studio entre 1987 et 1991 avec David Christopher, Ira Mayfield et Tony Taylor. Cet album de compilation a de particulier que les parties musicales ont toutes été réarrangées en 1999, pour sa publication. Le résultat est inhabituel, ses chansons étant d'ordinaire publiées sans retouche dans tous les autres albums qui, à l'exception de celui-ci, sont produits par les parents d'Eva avec la participation de son frère Dan.
- Imagine (en) (2002)

Un album contenant des chansons enregistrées en studio et des chansons enregistrées en public. On y retrouve Dan Cassidy au violon. L'album fut numéro 1 des ventes en Grande-Bretagne.
- American Tune (en) (2003)

Un album contenant des chansons enregistrées en studio et des chansons enregistrées en public. On y retrouve Dan Cassidy au violon. L'album fut numéro 1 des ventes aux États-Unis.
- Wonderful World (2004)

Une compilation des chansons de ses cinq albums précédents.
- Somewhere (en) (2008)

Après quatre ans une nouvelle publication sort durant l'été 2008, contenant 12 morceaux inédits. Les deux derniers morceaux avaient été coécrits par Eva, fait rare, Eva était interprète et non compositrice ou parolière.
- À noter l'album DC101 Edition, également noté DC•CD7, qui est la septième compilation de la Washington Area Music Association (WAMA). Cet album contient une version inédite de "Hear", enregistrée en duo avec son amie Mary Ann Redmond (en), dans un style soul très différent du style habituel d'Eva. Par ailleurs ce morceau fut une des rares compositions écrites par Eva. Le morceau se trouve également, mais remixé différemment, dans l'album Somewhere, paru en juillet 2008.

Enfin, Eva Cassidy fut choriste pour de nombreux albums de musiciens de cette prestigieuse association Washington Area Music Association, association à but non lucratif (innombrables actions bénévoles et concerts caritatifs) qui a réuni depuis les années 1960 et réunit toujours de nombreuses grandes stars internationales de la chanson, du blues et du jazz, de la région de Washington. Il est impossible de citer tous les nombreux albums auxquels elle a participé à ce titre de choriste. Dessinatrice, elle réalisa par ailleurs des maquettes de pochettes de disques.
- Nightbird. 2016 (Blix Street Records) Ce double album réunit toutes les chansons du concert du 3 janvier 1996 au Blue Alley Jazz club, avec un DVD.La quasi-totalité des partitions et textes de ses chansons sont disponibles dans le commerce sous forme d'albums pour guitare et piano.